# Ombre sulla sabbia
(dal paragrafo 200)
Ombre sulla sabbia (titolo originale Shadow on the Sand) è un librogame dello scrittore inglese Joe Dever, pubblicato nel 1985 a Londra dalla Arrow Books e tradotto in numerose lingue del mondo. È il quinto dei volumi pubblicati della saga Lupo Solitario nonché l'ultimo della serie Ramas. La prima edizione italiana, del 1986, fu a cura della Edizioni EL. La Mongoose Publishing ha pubblicato una versione estesa dell'avventura.

## Trama
Lupo Solitario, unico superstite della distruzione dell'ordine dei Cavalieri Ramas, svolge una missione diplomatica in Vassagonia per conto di Re Ulnar di Sommerlund. Il Sultano di Vassagonia vuole ripristinare l'alleanza, ma al suo arrivo il nobile Ramas scopre che il sovrano è morto e che il nuovo Sultano lo cerca per farlo prigioniero. Durante la fuga da Barrakesh, capitale di Vassagonia, Lupo Solitario scopre l'accordo tra il nuovo Sultano Kimah e il Signore delle Tenebre Haakon: la consegna di Lupo Solitario in cambio di un artefatto maligno, la Sfera della Morte.
Ma soprattutto il Ramas scopre il luogo in cui è nascosto il Libro del Ramastan, storico tomo contenente tutti i segreti maggiori dell'ordine cavalleresco di cui è rimasto unico rappresentante, e che si credeva perduto. È l'inizio di una difficile missione di recupero che, con l'aiuto del mago Banedon, porterà fino alla Tomba del Majhan e a un duello mortale con lo stesso Haakon. Una volta sconfitto il difficile nemico, Lupo Solitario può ben raggiungere il grado di Maestro Ramas.

### Edizione expanded
Nell'edizione rinnovata (inedita in italiano) è presente una mini-avventura (non scritta dall'autore del libro) di circa 100 paragrafi con protagonista Tipasa detto l'Errante, che nell'avventura principale, pur comparendo solo nel finale, guida Lupo Solitario alla Tomba del Majhan, dove è nascosto il Libro del Ramastan.

## Sistema di gioco
Lupo Solitario può contare su doti tattiche (Combattività) e fisiche (Resistenza). Inoltre, può sfruttare l'apprendimento di 5 (più quattro aggiuntive se il lettore ha completato i primi quattro volumi) tra le 10 Arti Ramas che forniscono un importante aiuto a seconda delle situazioni: Mimetismo, Caccia, Sesto senso, Orientamento, Guarigione, Scherma, Psicoschermo, Psicolaser, Affinità animale, Telecinesi. Gli oggetti raccolti sono contenuti in uno zaino, ad eccezione degli oggetti "speciali". Il denaro, in Corone d'oro, è contenuto in una borsa.
I combattimenti si svolgono confrontando in primis i punteggi di Combattività di Lupo Solitario e dell'avversario, che generano un rapporto di forza positivo, negativo o neutro. Il lettore estrae un numero dalla "Tabella del Destino" (che equivale a un d10) e nella tabella Risultati di combattimento incrocia quella riga alla colonna del corrispondente rapporto di forza di quel combattimento, togliendo punti di Resistenza a se stesso e/o all'avversario.

## Oggetti

### Armi
Esistono 9 armi canoniche nei librigame di Lupo Solitario: Pugnale, Lancia, Mazza, Daga, Martello da Guerra, Spada, Ascia, Asta e Spadone. Le armi si troveranno nel mondo o si ruberanno ai cadaveri dei nemici. Il numero massimo di Armi che si può portare è due.

### Oggetti nello Zaino
Lo Zaino può contenere al massimo otto oggetti compresi i Pasti. Alcuni oggetti hanno un'utilità certa (pasti, pozioni magiche). Altri saranno utili in certe situazioni (chiavi).

### Oggetti Speciali
Non vanno nello Zaino e alcuni hanno un'utilità specifica altri sono falsi indizi che portano fuori strada.

### Denaro
Il denaro è espresso in Corone d'Oro , la moneta principale in queste zone del Magnamund. Si può portare un massimo di 50 Corone.

## Edizioni
- Joe Dever, Ombre sulla sabbia, traduzione di Alessandra Dugan, collana Librogame, Edizioni EL, 1986,  cap. 400, ISBN 88-7068-069-X.